# Estación Izume
La Estación Izume (出目駅 Izume-eki?) es una estación de la Línea Yodo (予土線 Yodo-sen?) de la Japan Railways que se encuentra en el distrito Izume (出目?) del Pueblo de Kihoku del Distrito de Kitauwa de la Prefectura de Ehime. El código de estación es el "G39".

## Estación de pasajeros
La estación no cuenta con personal y la venta de pasajes está terciarizada.
Cuenta con una plataforma, la cual posee un único andén (Andén 1). 

### Andén
| 1 | ● Línea Yodo | Hacia Kihoku y Matsuno |
| 1 | ● Línea Yodo | Hacia Uwajima          |

## Historia
- 1923: el 12 de diciembre es inaugurada como una estación del Ferrocarril Uwajima (宇和島鉄道 Uwajima-tetsudō?).
- 1933: el 1° de agosto pasa a ser una estación de Ferrocarriles Nacionales de Japón (日本国有鉄道 Nihon Kokuyū Tetsudō?) debido a la estatización del Ferrocarril Uwajima.
- 1987: el 1° de abril pasa a ser una estación de la división Ferrocarriles de Pasajeros de Shikoku de la Japan Railways.

## Estación anterior y posterior
- Línea Yodo 
  - Estación Chikanaga (G40)  <<  Estación Izume (G39)  >>  Estación Matsumaru (G38)